# Волчанка (река, впадает в Японское море)
Волчанка — река в Приморском крае России, впадает в залив Восток / Японское море.

## Описание
Прежнее название реки Волчанки — Сяудеми, аборигенного происхождения тунгусо-язычного слова «деми» с китайской приставкой «сяо» (маленький). Исток реки находится в двух километрах к юго-западу от горы Лысый Дед. Река течёт сначала на северо-запад, затем поворачивает на юго-восток и впадает в бухту Восток Японского моря. Основной приток — река Каменная (лв). Долина реки в верховье узкая, с высокими крутыми склонами, поросшая редким смешанным лесом и густыми зарослями кустарника. В среднем и нижнем течении долина рассечена боковыми притоками, старицами, балками и останцами. Пойма в среднем течении слабозаболоченная узкая — 50—200 м, ниже расширяется до 1200—1300 м, в устье — до 2,5 км. Питание реки смешанное, с преобладанием дождевого. Дождевые паводки происходят в мае, августе—сентябре до 2—3 раз. Средняя высота подъёма дождевого уровня воды 0,8—1 м, наибольшая — до 3,0 м. Замерзает река в конце ноября—начале декабря, средняя толщина льда 10—30 см. Наблюдается ежегодное промерзание реки. Вскрывается в конце марта—начале апреля без ледохода. В долине реки расположено два населённых пункта — село Душкино и посёлок Волчанец.